# 굽타-사카 전쟁
굽타-사카 전쟁은 기원후 4세기 동안 굽타 제국과 서사트라프 사이에 벌어진 군사적 충돌을 의미한다. 찬드라굽타 비크라마디티야로도 알려진 찬드라굽타 2세는 기원후 4세기 동안 굽타 제국의 저명한 통치자였다. 그의 통치는 특히 서중앙 인도에서 통치했던 서사트라프를 정복한 중요한 군사적 업적으로 특징지어진다. 찬드라굽타 2세의 서사트라프에 대한 성공은 역사적 및 문학적 증거의 조합으로 입증된다.

## 서곡

### 전쟁의 원인
굽타 제국의 통치자 찬드라굽타 2세는 기존 영토에 더해 카티아와르, 사우라슈트라 및 북부 구자라트 지역을 포함하도록 영토를 확장했다. 이러한 확장은 지리적 고려 사항과 경제적 기회를 포함한 다양한 요인에 의해 추진되었다. 이러한 지역을 정복함으로써 찬드라굽타 2세는 서부 해안을 따라 있는 항구에 접근할 수 있게 되었고, 서방 국가들과의 수익성 있는 해상 무역에 직접 참여할 수 있게 되었다.
바루치와 같은 항구는 중앙아시아 및 중국의 상품을 포함하여 인도 상품을 서방 시장으로 수출하는 데 중요한 역할을 했다. 무역 감소에 대한 시사에도 불구하고, 역사적 증거는 굽타 시대 동안 인도와 서방 국가 간의 상업이 여전히 활발했음을 보여준다. 예를 들어, 기록에 따르면 로마는 비단과 향신료를 포함한 동양 상품을 충분히 보유하고 있었는데, 이는 서방과의 인도 무역이 번성했음을 강조한다.
더욱이, 무역 중심지로서의 로마의 쇠퇴는 콘스탄티노폴리스의 부상으로 상쇄되었는데, 그곳의 상류층은 사치스러운 생활을 위해 동양 상품을 요구했다. 인도 향신료는 특히 인기가 있었으며, 동로마 의학 논문은 동로마 시장에서 향신료를 구할 수 있었음을 증명한다. 인도의 여러 지역에서 동로마 주화가 발견된 것은 두 지역 간의 상업 관계의 존재를 더욱 뒷받침한다.
또한, 이란 상인들은 서방과의 비단 무역을 독점하여 인도 상인들로부터 비단을 구매하고 로마 시장에 공급했다. 이는 인도 비단 직공들이 제품 수출에 비용이 많이 든다고 생각했다는 개념에 도전하며, 비단 직공들의 이주에 대한 다른 요인들을 시사한다.
굽타 제국의 서부 확장은 정치적 고려 사항, 특히 서인도에서 스키타이의 통치를 종식시키려는 열망에 의해 동기 부여되었을 수도 있다. 찬드라굽타 2세는 라마굽타의 통치 기간 동안 동부 말와에 대한 공격으로 입증되었듯이 굽타 정치에 방해가 되는 외국 통치자들을 진압하려고 했다. 이에 대응하여 찬드라굽타 2세는 확장 정책을 통해 경제적 및 정치적 목표를 모두 달성하면서 서부 영토에 대한 굽타의 권위를 강화하는 것을 목표로 했다.

### 찬드라굽타 2세와 바카타카 왕조
찬드라굽타 2세는 사카에 대한 원정 동안 전략적 동맹을 확보하기 위해 그의 딸 프라바바티굽타와 바카타카 왕조의 태자 루드라세나 2세의 결혼을 주선한 것으로 여겨진다. 구자라트와 사우라슈트라의 사카 사트라프와의 갈등에서 바카타카 왕의 잠재적 영향력은 이 동맹을 유리하게 만들었다. 그러나 일부 학자들은 찬드라굽타 2세의 서부 원정 동안, 특히 프리티비셰나 1세 통치하에서 바카타카 왕조의 적극적인 개입에 의문을 제기한다. 프리티비셰나 1세는 다르마비자이인으로 묘사되며 사무드라굽타의 데칸 원정에 참여했지만, 공격적인 확장 정책은 없었다. 종종 바카타카 왕조의 업적으로 여겨지는 쿤탈라국 정복은 실제로는 다른 지파에 의해 달성되었다.
더욱이, 비문은 프리티비셰나 1세를 야심찬 정복자가 아니라 고귀한 미덕을 구현하는 인물로 묘사한다. 그가 서부 지역에서 찬드라굽타 2세의 야망에 중대한 위협이 되었는지 여부는 논쟁의 여지가 있다. 전반적으로, 바카타카 왕조와의 결혼 동맹은 찬드라굽타 2세의 외교적 전략이었을 수 있지만, 굽타 왕의 서부 원정에서 바카타카 왕의 개입 정도는 학문적 논쟁의 대상이다.
프라바바티와 루드라세나 2세의 결혼은 대략 기원후 380년 또는 그 직후에 일어났으며, 사카 왕국의 정복은 5세기 첫 10년 말 또는 그 이후에 일어났다. 이 사건들은 약 20년의 간격을 두고 있었으므로 직접적으로 연결되지 않았다. 그러나 이 결혼 동맹은 굽타 제국에 이로움을 주었다.
강한 성격으로 알려진 프라바바티는 시아버지 프리티비셰나 1세의 온화한 성품과 남편 루드라세나 2세의 약점을 고려할 때 바카타카 궁정의 정책에 영향을 미치는 데 중요한 역할을 했다. 루드라세나 2세가 기원후 380-385년경 사망한 후, 프라바바티는 두 미성년 아들 디바카라세나와 다모다라세나의 섭정이 되어 굽타의 영향력을 더욱 강화했다. 그녀의 섭정은 기원후 410년경 다모다라세나가 프라바라세나로 왕위에 오를 때까지 계속되었다.

## 사무드라굽타의 아리아바르타 원정

### 사무드라굽타의 중앙인도 정복 (재위 336년–380년)

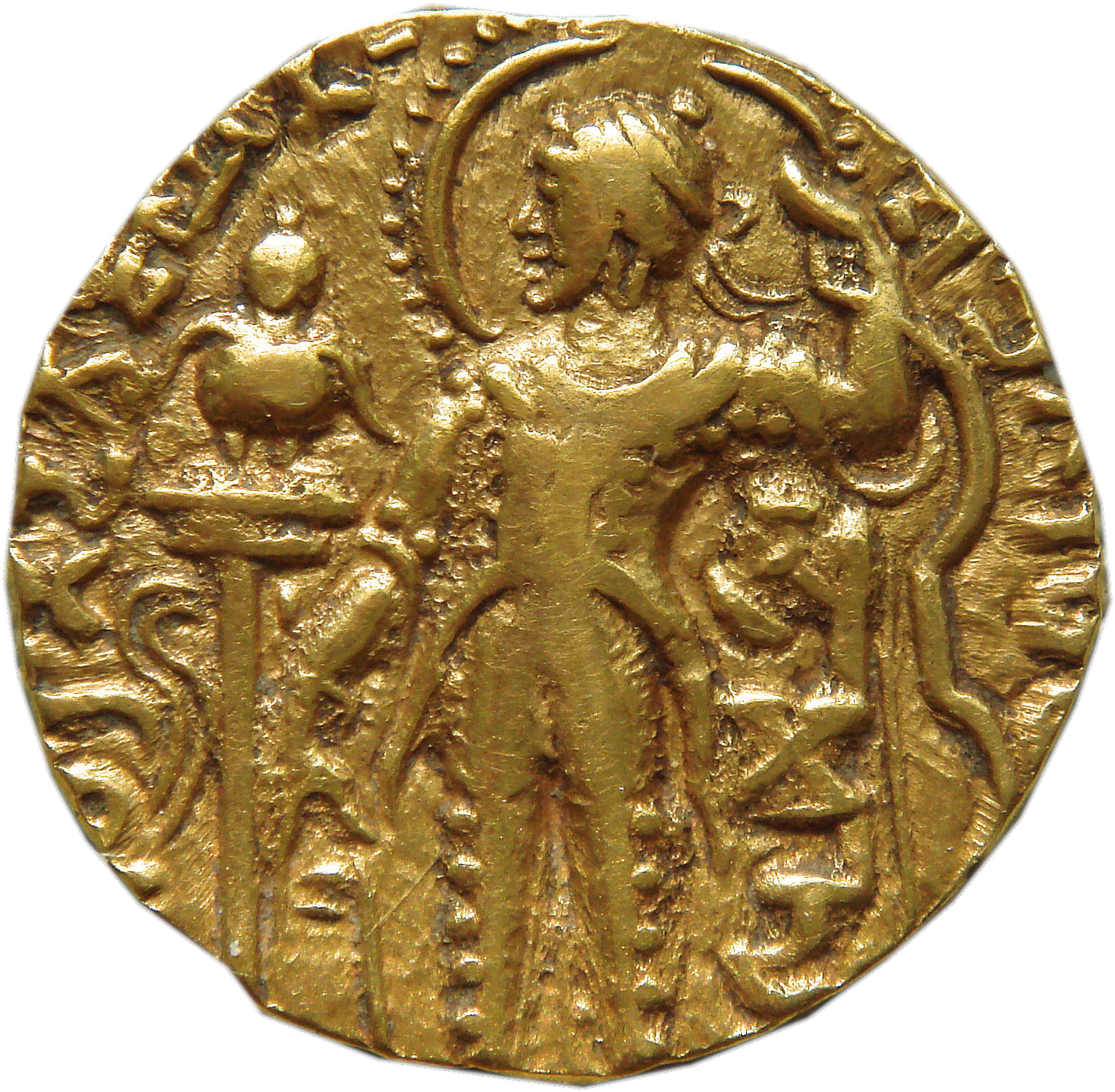
굽타 제국의 상징인 가루다 기둥이 있는 사무드라굽타의 주화. 초기 브라흐미 문자 굽타 서체의 사-무-드라라는 이름이 왕의 왼팔 아래에 수직으로 나타난다.

일부 학자들은 "샤카-무룬다"라는 용어가 단일 개체를 지칭한다고 믿는다. 예를 들어, 스텐 코노우와 같은 학자들은 "무룬다"가 "주인"을 의미하는 사카 칭호라고 주장한다. 쿠샨 역시 유사한 칭호를 사용했다 (예를 들어, 카니슈카는 그의 제다 비문에서 "무로다"라는 칭호를 받았다).
K. P. 자이스왈과 같은 다른 학자들은 샤카와 무룬다가 두 개의 다른 민족 집단이라고 믿는다. 이 이론에 따르면, 여기서 샤카는 우자인의 서사트라프 통치자를 지칭할 가능성이 가장 높다. 자이스왈은 푸라나가 13명의 무룬다 왕의 통치를 언급하고, 헤마찬드라의 아비다나-친타마니가 무룬다를 람파카 (현재의 아프가니스탄) 사람으로 묘사한다고 언급한다. 그러나 아그르왈은 이러한 출처가 비교적 후기이며, 사카의 한 분파가 "무룬다"로 알려지게 되었을 가능성이 있다고 지적한다.

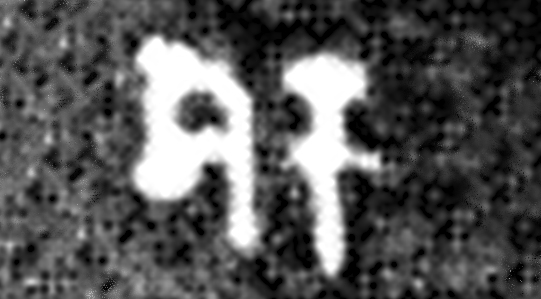
사무드라굽타가 알라하바드 기둥 (23행)에서 언급한 패배한 "사카" 는 아마도 중앙 인도에 있던 사카 통치자 스리다라바르만을 지칭하는 것으로 보인다.

### 에란 전투
사무드라굽타의 비문에서 언급된 샤카의 정확한 위치는 확실하지 않다. V. A. 스미스는 그들을 서부 말와와 사우라슈트라 지역을 통제했던 서사트라프와 동일시했다. D. R. 반다르카르는 사산치 (카나케르하 비문)와 에란에서 그의 비문이 발견된 샤카 통치자 슈리다라바르만과 샤카-무룬다 통치자를 달리 동일시했다. 에란은 사무드라굽타의 에란 비문으로 입증되듯이 그 후 사무드라굽타의 직접적인 통제하에 놓였다.
비디샤, 사산치, 에란 주변의 중앙 인도 지역은 스리다라바르만이라는 사카 통치자에 의해 점령되었으며, 그는 사산치의 카나케르하 비문과 에란에 있는 그의 나가 장군과 함께 있는 또 다른 비문으로 알려져 있다. 에란에서는 스리다라바르만의 비문이 굽타 황제 사무드라굽타 (재위 336-380년)의 기념비와 비문으로 계승된 것으로 보이며, 이는 "그의 명성을 높이기 위해" 세워졌고, 따라서 사무드라굽타는 서쪽으로의 원정에서 스리다라바르만의 사카들을 축출했을 수도 있다. 스리다라바르만은 아마도 사무드라굽타의 알라하바드 기둥 비문에서 굽타 황제에게 "경의를 표했다"고 언급된 "사카" 통치자일 것이다. 그들은 "스스로 항복하고, (자신의) 딸들을 결혼시켜 바치고, 가루다 휘장을 통해 자신의 지역과 지방의 행정을 요청"하도록 강요받았다.

## 라마굽타와 사카

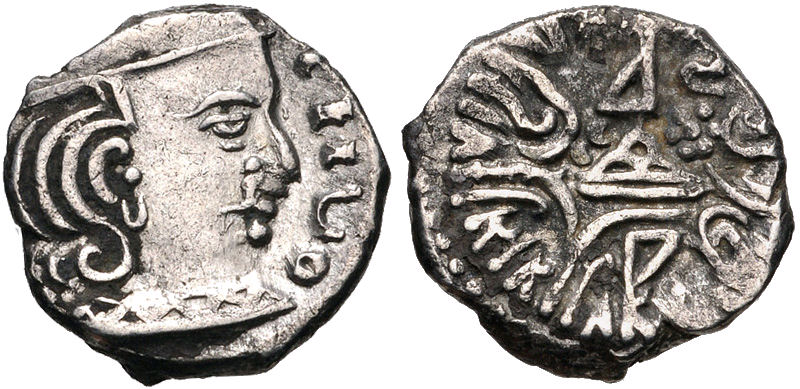
마지막 서사트라프 통치자 루드라심하 3세 (388–395)의 주화.

루드라심하 3세는 서사트라프의 마지막 명군이었던 것으로 보인다. 인도의 두 번째 위대한 통일자였던 사무드라굽타는 기원후 375년에 사망했다. "데비찬드라굽탐"이라는 산스크리트어 연극에 따르면, 사무드라굽타의 뒤를 이은 라마굽타는 약한 통치자였다. 사카는 반란을 일으켰고, 페르시아의 지원에 힘입어 굽타에 맞서 반란을 일으켰다. 전쟁에 미숙했던 라마굽타는 전투에서 측면을 공격당해 사카 군대에 포위당했다. 그 후 라마굽타는 크샤트라파 추장과 협상하려 했으나, 추장은 라마굽타의 황후인 드루바데비를 넘겨줄 것을 요구했다. 그러나 이것은 그의 형제 찬드라굽타 2세를 격분시켰다. 바나바타와 비샤카다타와 같은 산스크리트어 작가들에 따르면, 찬드라굽타 2세는 여자로 변장하여 사카 추장의 천막에 들어가 그를 살해함으로써 계획을 실행했다. 그 후, 일련의 사건들로 인해 라마굽타는 축출되거나 살해되었고 찬드라굽타 2세가 다음 황제가 되었다.

## 찬드라굽타 2세의 사카 정복

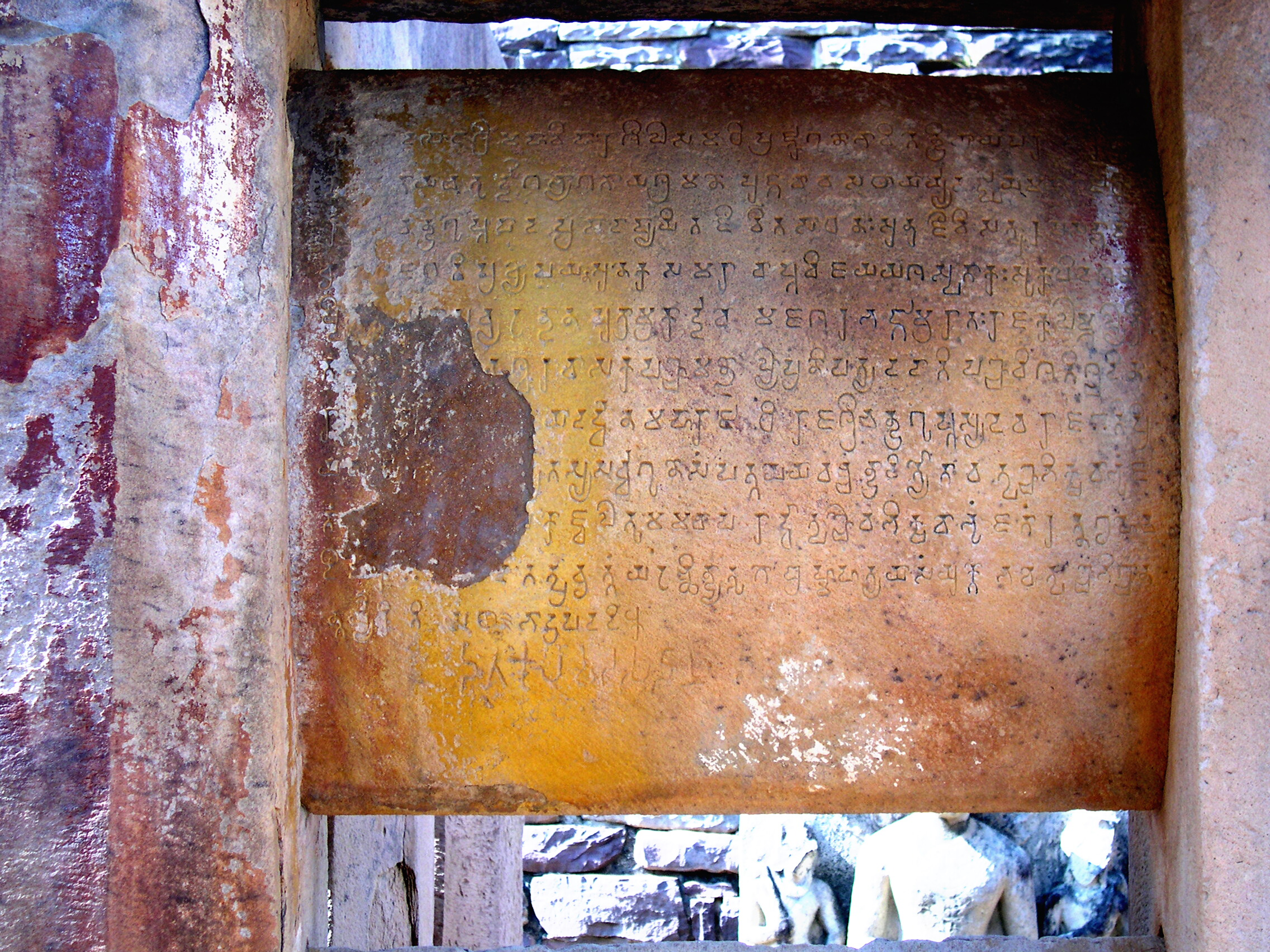
승리한 찬드라굽타 2세의 사산치 비문 (기원후 412-413년).

카피사와 간다라의 해방으로 인해 페르시아인들은 인도 영향력을 제거하려던 사카 크샤트라파와 동맹을 맺었다.
서사트라프는 결국 찬드라굽타 2세 왕에 의해 정복되었다. 기원후 412-413년의 승리한 찬드라굽타 2세의 비문은 사산치의 대스투파 동쪽 문 근처 난간에서 발견될 수 있다.
영광스러운 찬드라굽타 2세는 (...) 훌륭한 백성들, 즉 (왕의) 부양자들의 선행을 세상에 선포하며, 수많은 전투에서 승리의 깃발과 명성을 얻었다.— 찬드라굽타 2세의 사산치 비문, 기원후 412-413년.

서사트라프 모델을 따른 굽타 제국 주화
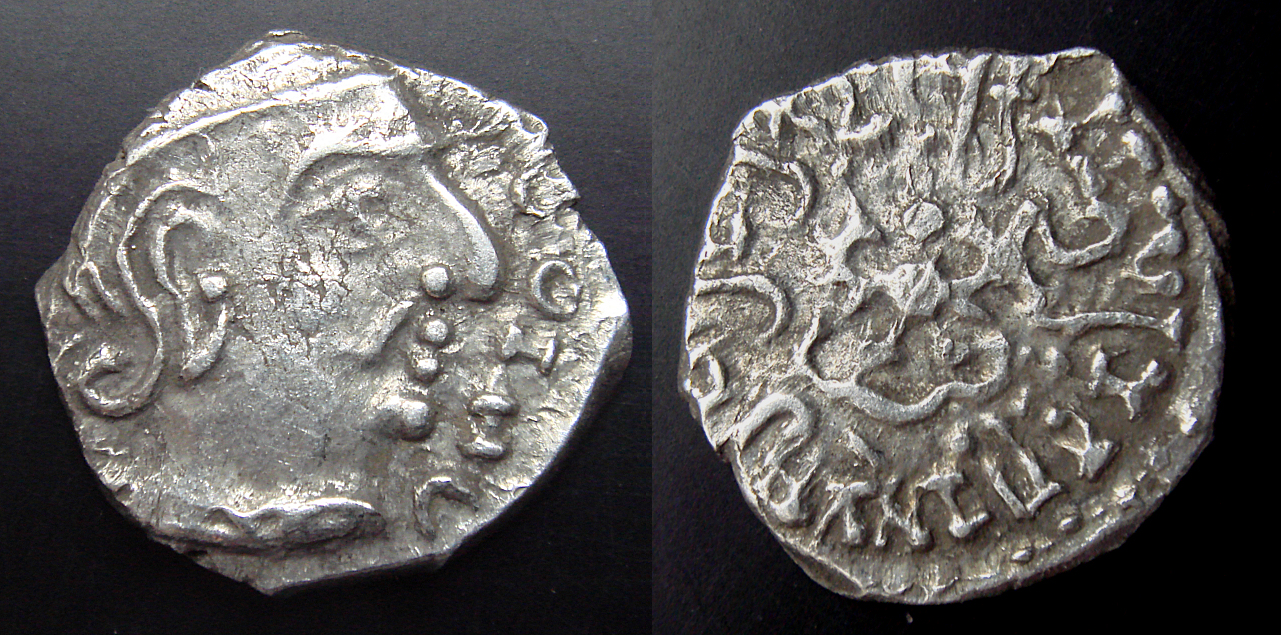
서사트라프 양식의 굽타 통치자 찬드라굽타 2세 (재위 380–415)의 주화.
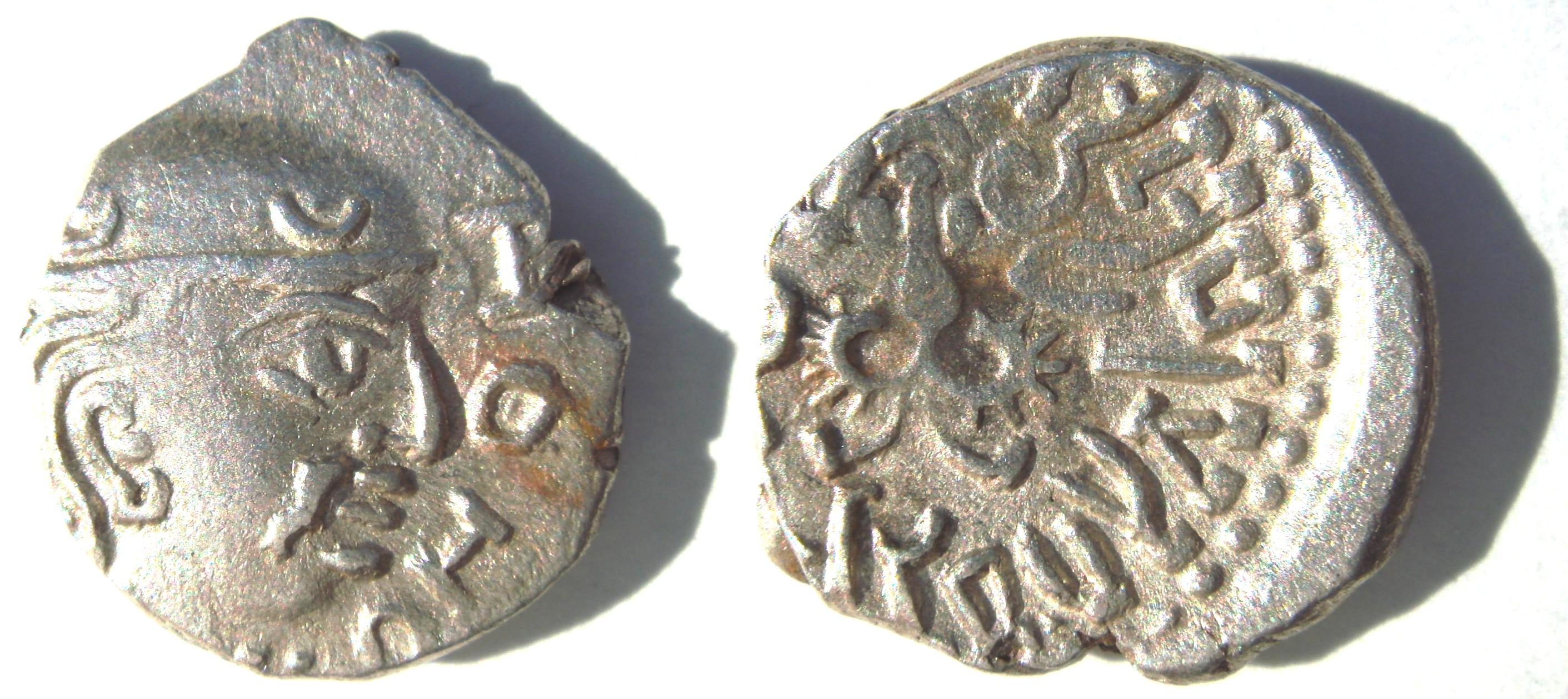
굽타 통치자 쿠마라굽타 1세 (재위 414–455)의 주화 (서부 영토).
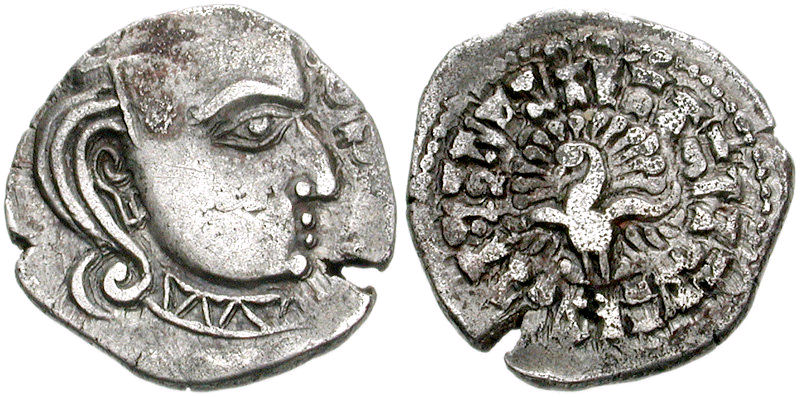
서사트라프 양식의 굽타 통치자 스칸다굽타 (재위 455-467)의 주화.

이러한 정복 이후, 굽타 황제 찬드라굽타 2세와 그의 아들 쿠마라굽타 1세의 은화는 서사트라프 디자인(그 자체로 인도-그리스인에게서 파생됨)을 채택하여 앞면에는 통치자의 흉상과 의사-그리스어 비문이 있고, 뒷면에는 별과 초승달이 있는 차이티야 언덕을 대신하여 황실 독수리(가루다, 굽타의 왕조 상징)가 있다. 찬드라굽타 비크라마디티야와 사카 사이의 결정적인 알로르 (파키스탄의 현대 신드주) 전투 이야기는 기원후 11세기 알베루니 시대까지 살아남았다. 찬드라굽타 2세의 사카에 대한 원정은 성공적이었고 사카 크샤트라파는 전멸했다.

## 서부 크샤트라파 정복
찬드라굽타 2세의 서부 크샤트라파에 대한 군사 작전은 역사 기록에 잘 기록되어 있다. 그의 아버지 사무드라굽타의 알라하바드 기둥 비문과 같은 비문은 그에게 복종하려 했던 왕들 중 "샤카-무룬다"를 언급한다. 사무드라굽타가 샤카를 봉신 동맹의 상태로 전락시켰을 것으로 추측되며, 이는 찬드라굽타 2세가 그들을 완전히 정복할 길을 열어주었다. 4세기 말 서부 크샤트라파 주화의 쇠퇴와 그 뒤를 이은 이 지역에 굽타 주화의 등장은 찬드라굽타 2세의 정복을 더욱 뒷받침한다. 찬드라굽타 2세는 395년에 루드라심하 3세를 물리침으로써 서쪽으로 영토를 성공적으로 확장했다. 그의 서부 사트라프에 대한 원정은 409년까지 계속되었다.

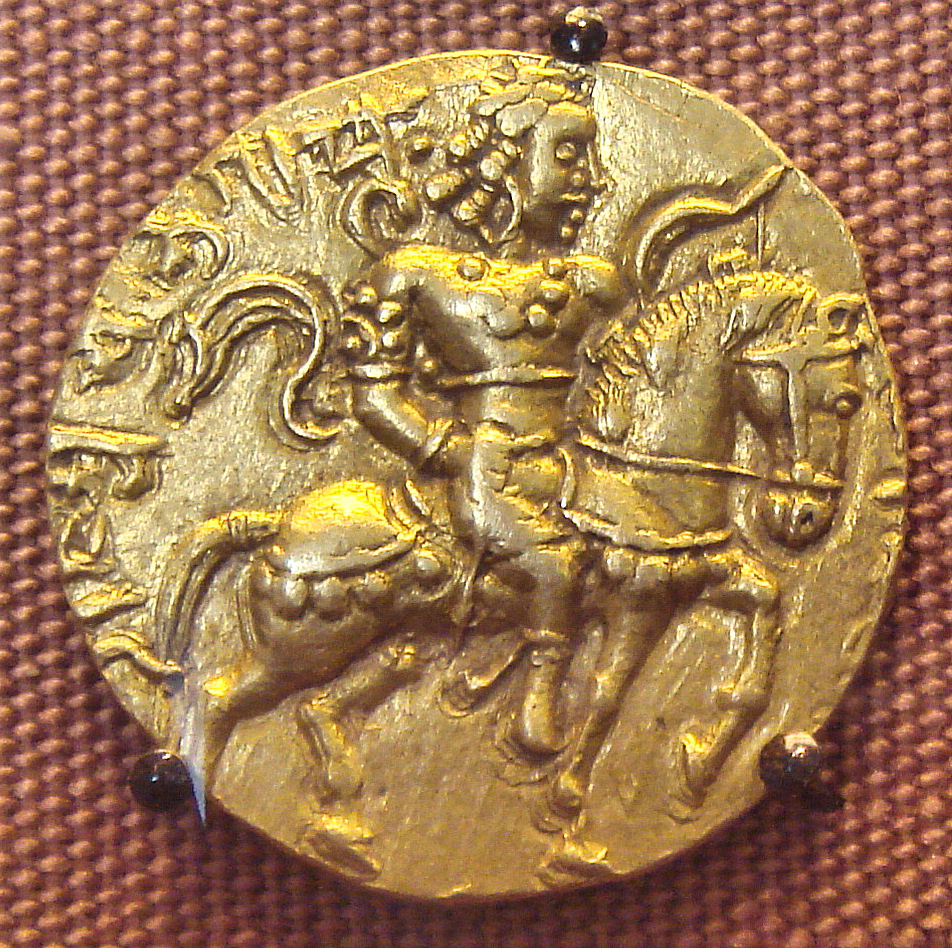
왼손에 활을 든 채 장식된 말 위에 탄 찬드라굽타 2세의 8그램 금화. 차-굽타라는 이름이 왼쪽 상단 사분면에 나타난다.

산스크리트어 연극 데비찬드라굽탐을 포함한 문학적 증거는 찬드라굽타 2세의 서사트라프에 대한 승리를 서술한다. 연극에 따르면, 찬드라굽타 2세는 적을 속이기 위해 왕비로 변장하고 그의 형제의 제국을 포위하던 샤카 추장을 성공적으로 물리쳤다. 이러한 문학적 전통은 비크라마디티야 황제의 샤카에 대한 승리에 대한 다른 인도 전설과 함께 찬드라굽타 2세의 정복의 역사적 중요성을 강조한다.

## 여파
현재의 구자라트주를 포함하여 서중앙 인도로 굽타의 권위를 확장한 것으로 알려진 찬드라굽타 2세는 샤카에 대한 중대한 승리를 거두었다. 이 정복은 이 지역에서 굽타의 지배력을 강화했을 뿐만 아니라 고대 인도의 문화적, 정치적 통합에 기여했다. 그의 군사적 성공과 행정적 수완은 강력한 정복자이자 정치가로서의 그의 유산을 굳건히 했으며, 역사적 서사에서 굽타 제국의 힘과 영향력에 대한 인식을 형성했다.
찬드라굽타 2세의 통치는 굽타 제국의 번영과 안정의 시기를 나타냈다. 그의 전략적 동맹과 군사 작전은 제국의 영토를 확장하고 핵심 지역에 대한 통제력을 강화했다. 그의 통치하에 굽타 제국은 무역이 번성하고 문화 교류가 활발하며 예술, 문학 및 과학이 발전하면서 전성기를 맞았다. 찬드라굽타 2세의 유산은 선구적인 지도자이자 현명한 통치자로서 인도 역사에서 계속 찬양되고 있으며, 굽타 제국의 황금기를 상징한다. 굽타 통치자 스칸다굽타 (455-467 CE)는 구자라트주 주나가드의 큰 바위에 있는 아소카와 루드라다만 1세의 옛 비문 옆에 자신을 "대지의 통치자"라고 묘사한 긴 비문으로 알려져 있으며, 서부 지역에 대한 굽타의 지배를 확인한다.